# Sábado (revista)
SÁBADO é uma revista semanal portuguesa de informação geral, tendo sido lançada a 7 de Maio de 2004 depois de uma primeira fase de 1988 até 1993 quando foi considerada a primeira revista moderna portuguesa.
Tem uma periodicidade semanal e, apesar do nome, sai nas bancas à quinta-feira - antes de 12 de Janeiro de 2006 saía à sexta-feira. É editada em Lisboa e dirigida por Nuno Tiago Pinto. Pertence ao Medialivre e teve como primeiro director o jornalista João Gobern.
A SÁBADO concorre no exigente mercado português das revistas generalistas, que tem como caso de maior sucesso a Visão. Apesar de ter surgido mais tarde, a SÁBADO conseguiu, através de uma estratégia agressiva de marketing, ultrapassar de imediato as concorrentes Focus e Tempo.